# Phil Lynott
Philip Parris "Phil" Lynott (AFI: [ˈlaɪnət]; West Bromwich, 20 de agosto de 1949 – Salisbury, 4 de janeiro de 1986) foi um músico irlandês, célebre por ser o vocalista, baixista e principal compositor da banda de rock Thin Lizzy.

## Carreira
Nascido na Inglaterra, Lynott era filho de uma mulher irlandesa e de um homem da Guiana, com quem não teve praticamente relações. Mudou-se para a Irlanda com a avó, aos quatro anos.
Inicialmente influenciado por grupos como The Mamas & The Papas e artistas da Motown, começou a envolver-se com bandas a partir de 1965. Após vários projetos, consolidou o Thin Lizzy em meados de 1969, com Eric Bell e Brian Downey.
Como líder da banda, o baixo e os vocais de Lynott foram um elemento crucial no sucesso comercial de diversos dos seus sucessos, como "Whiskey in the Jar", "The Boys Are Back in Town", "Jailbreak" e "Waiting for an Alibi".
Em 1972, quase montou uma banda com Ritchie Blackmore e Ian Paice, que iria se chamar Babyface, mas ficaram apenas nos ensaios.
Lynott também teve uma carreira solo, publicou dois livros de poesia.

### Grand Slam
Após o fim dos Thin Lizzy, formou a banda Grand Slam com John Sykes e Brian Downey, que logo saíram, sendo que o segundo recebeu oferta do Whitesnake. Assim, Robbie Brennan (bateria), Laurence Archer (guitarra), Mark Stanway (teclados) e Donal “Doish” Nagle (guitarra) passaram a integrar o grupo.
Com uma pitada de funk, um pouco de hip hop, algo de new wave, mas sempre com o rock n’ roll, o grupo fez um pequeno sucesso na Irlanda e no Reino Unido e seus companheiros de banda abandonaram o Grand Slam para se dedicarem a outros projetos.
No período que antecedeu sua morte, teve um grande sucesso no Reino Unido juntamente com Gary Moore, primeiro com a canção "Out in the Fields", e em seguida com "Nineteen".
Paralelamente à parceria com Moore, Phil também trabalhou com Huey Lewis e Junior (UK), como compositor e até em duetos, que não foram lançados.

## Morte
O relacionamento com Caroline Crowther, com quem era casado desde 1980, acabou em 1984 e com isso foi afastado de suas filhas, Sarah e Cathleen.
Posteriormente, ficou frustrado em não ser convidado ao Live Aid em 1985 e se afundou ainda mais nas drogas. Seus últimos meses foram de dor constante e internações.
Phil Lynott morreu aos 36 anos, vítima de insuficiência cardíaca e pneumonia devido a uma septicemia eventualmente potencializada pelo uso de drogas e álcool.

## Homenagens
Anos depois, amigos, ex-colegas de banda e a mãe, Philomena, inauguraram uma estátua de Phil em Dublin.
Em 2020, foi lançado um documentário sobre a vida e carreira do cantor chamado Phil Lynott: Songs For While I’m Away.

## Discografia
- Solo in Soho (1980)
- The Philip Lynott Album (1982)
- Live In Sweden 1983 (2001)
- Yellow Pearl (2010)

### Com outros
- Parisienne Walkways com Gary Moore, MCA Records 1979
- Spanish Guitar com Gary Moore, MCA Records 1979
- Out in the Fields com Gary Moore, Virgin Records 1985
- Please Don't Leave Me com John Sykes, MCA Records 1982